# Hibbertia psilocarpa
Hibbertia psilocarpa är en tvåhjärtbladig växtart som beskrevs av Judith Roderick Wheeler. Hibbertia psilocarpa ingår i släktet Hibbertia och familjen Dilleniaceae. Inga underarter finns listade i Catalogue of Life.